# Luční potok (přítok Radbuzy)
Luční potok je potok protékající okresy Plzeň-sever a Plzeň-město v Plzeňském kraji v České republice. Je dlouhý 16,9 km. Plocha povodí měří 69,8 km².

## Historie
Vytrvalý déšť ve dnech 11. a 12. března 1920 způsobil rozvodnění potoka v oblasti mezi Zbůchem a Liticemi. Dne 13. března povodeň zatopila poslední černouhelný důl v sulkovské oblasti – důl Pomocný.

## Průběh toku
Luční potok pramení u vsi Přehýšov a ústí u Valchy do Radbuzy v přehradní nádrži České Údolí. Díky každoročnímu vypouštění přehrady je v zimních měsících možno sledovat jeho tok až do řeky Radbuzy. Luční potok protéká širokým údolím a podél jeho toku je možno zhlédnout několik zajímavostí.
Jednou z nich je unikátní přírodní rezervace Nový rybník. Nejenže je první přírodní rezervací vyhlášenou Plzeňským krajem po začátku jeho působnosti, je také unikátní svým přírodním bohatstvím. Na ploše cca 10 hektarů zde roste jedinečné mokřadní rostlinné společenstvo. Hnízdí zde, v západních Čechách ojedinělá, kolonie racka chechtavého v počtu téměř 100 jedinců. Hnízdí zde některé zvláště chráněné druhy například potápka černokrká a malá, čírka modrá, dravec moták pochop a silně ohrožený chřástal vodní, rákosník velký a slavík modráček středoevropský (Luscinia svecica cyanecula).

## Vodní režim
Průměrný průtok Lučního potoka u ústí činí 0,13 m³/s.